# Лунка (Бужорень, Вилча)
Лунка (рум. Lunca) — село у повіті Вилча в Румунії. Входить до складу комуни Бужорень.
Село розташоване на відстані 158 км на північний захід від Бухареста, 7 км на північ від Римніку-Вилчі, 103 км на північний схід від Крайови, 110 км на південний захід від Брашова.

## Населення
За даними перепису населення 2002 року у селі проживали 496 осіб, усі — румуни. Усі жителі села рідною мовою назвали румунську.